# شيكو كزافييه
شيكو كزافييه (بالبرتغالية: Chico Xavier‏) هو نفسي وكاتب برازيلي، ولد في 2 أبريل 1910 في Pedro Leopoldo ‏ في البرازيل، وتوفي في 30 يونيو 2002 في أوبيرابا في البرازيل.

## وصلات خارجية
- شيكو كزافييه على موقع IMDb (الإنجليزية)